# Ejecta
Em Vulcanologia, a ejecta consiste de partículas ejetadas pela caldeira de um vulcão, que viajam pelo ar ou sob a água e se depositam no solo ou no fundo do mar.
A ejecta pode consistir de:
- Partículas juvenis - magma fragmentada ou cristais livres.
- Partículas assistentes - rochas vulcânicas antigas ejetadas pelo mesmo vulcão.
- Partículas acidentais - derivadas da base vulcânica.

Na geologia planetária ou astrogeologia, a ejecta pode também se referir aos detritos que são ejetados no momento de um impacto de um corpo celeste com o solo formando uma cratera de impacto.
Em astrofísica, o termo pode se referir ao material expelido numa explosão estelar.